# Bodnár István (labdarúgó, 1956)
Bodnár István (Budapest, 1956. augusztus 17. –) magyar bajnok labdarúgó, csatár.

## Pályafutása
A KSI labdarúgócsapatában kezdte pályafutását. 1974 és 1982 között az Újpesti Dózsa labdarúgója volt. Éveken át a tartalékcsapatban szerepelt. Az 1977–78-as idényben egy mérkőzésen szerepelt a csapatban és ezzel tagja volt a bajnok együttesnek. 1979 és 1982 között volt a csapat állandó tagja. 1982-ben tagja a magyarkupa-győztes együttesnek. 1982 és 1986 között a másodosztályú Ganz-MÁVAG játékosa volt. 1986 és 1988 között ismét az élvonalban szerepelt a Vasas csapatában. 1988 és 1991 között a finn VIFK Vaasa együttesében szerepelt. 1991 és 1994 között a Monor SE, 1994 és 1996 között az Erdért SE labdarúgója volt.

## Családja
Testvére, Bodnár Erika színésznő.

## Sikerei, díjai
Újpesti Dózsa
- Magyar bajnokság
  - bajnok: 1977–78
  - 2.: 1979–80
- Magyar Népköztársasági Kupa (MNK)
  - győztes: 1982